# Paio de Coímbra
Fray Paio de Coímbra, Pelagio Hispano o Pelagio Parvo (Coímbra, c. 1195-ibid. c. 1249) fue un fraile dominico y teólogo portugués, venerado como santo.

## Vida
No existen noticias para elaborar su biografía, pues "su vida y su muerte fueron sordas y sin ruido". 
La única mención contemporánea sobre él fue la que su correligionario Gérard de Frachet dejó escrita en Vitae fratrum ordinis praedicatorum de 1259, en la que contaba que poco después de su muerte, excavando junto a su tumba en el antiguo convento de dominicos de Coímbra, se levantó una nube de niebla fragante, y que los enfermos y endemoniados del lugar sanaban al entrar en contacto con sus ropas o con la tierra de su sepultura, que también tenía la facultad de multiplicar el metal con que fundir las campanas del convento.   
Posteriormente otros autores se hicieron eco de la tradición, atribuyéndole haber sido fundador y primer prior en 1227 del convento de Santo Domingo de Coímbra erigido por iniciativa de las infantas Teresa y Blanca, hijas de Sancho I, o contando la historia de que la campana fundida con la tierra de su tumba hacía tambalearse la torre del campanario. 
A mediados del siglo XVI, debido a las continuas inundaciones del monasterio por las aguas del río Mondego, sus restos fueron trasladados a la iglesia del colegio de Santo Tomás de Coímbra. 
Nunca fue canonizado por la Santa Sede, aunque en Portugal le dieron título de santo, y todavía se le venera como tal en algunas parroquias del valle del Mondego.

## Obra
Dejó escritos más de 400 sermones, o esquemas destinados a la elaboración de sermones para su predicación, ordenados según el santoral del año litúrgico. Tras su muerte fueron recopilados por el scriptorium del monasterio de Alcobaça y permanecieron casi desconocidos hasta que en 1947 el franciscano Fray José Montalverne publicó su descubrimiento en la Biblioteca Nacional de Lisboa.  
Están considerados de gran valor por ser de los más antiguos que se conservan sobre la orden de Santo Domingo, fundada a principios del siglo XIII, y por la calidad de su oratoria, comparable a la de San Antonio de Lisboa.